# Pol-e Khomri (distrikt)
Pol-e Khomri, eller Pul-e Khumri, är ett distrikt i Afghanistan. Det ligger i provinsen Baghlan, i den nordöstra delen av landet, 170 kilometer norr om huvudstaden Kabul. Administrativ huvudort är Pol-e Khomri.
Distriktet beräknades år 2022 ha cirka 253 000 invånare.